# Astra 3B
Astra 3B ist ein Fernsehsatellit des Betreibers SES Astra. Er soll den Satelliten Astra 3A auf der Orbitalposition 23,5° Ost ergänzen und die dort ebenfalls positionierten Satelliten Astra 1E und 1G ablösen. 
Nachdem Astra 3A seine Dienste an ihn abgegeben hat und die Position verlassen hat, ist er alleine auf 23,5° Ost. Diese Orbitalposition wurde Deutschland zugeteilt und wurde bis 2002 von
den DFS-Kopernikus-Satelliten genutzt. Weil kein deutscher Satellit sie belegte, drohte nun Deutschland der Verlust der Orbitalposition 23,5° Ost. Die Telekom war an einem eigenen neuen Satelliten nicht interessiert, obwohl Bedarf für einen Kommunikationssatelliten vorhanden war und ist. Deshalb wurde eine Vereinbarung mit der Astra-Betreibergesellschaft geschlossen. Diese sieht den Betrieb eines Astra-Satelliten auf der deutschen Orbitalposition vor, der die dort Deutschland zugeteilten Frequenzen nutzt. 
Astra 3B wurde von EADS Astrium gebaut und basiert auf der Satellitenplattform Eurostar E3000. Er besitzt 60 Transponder im Ku-Band und vier Transponder im Ka-Band. 52 Ku-Band Transponder und alle vier Ka-Band Transponder sollen aktiv sein. Die Triebwerke von Astra 3B verwenden als Treibstoff MMH und den Oxidator MON 3. Der Start war für den 9. April 2010 geplant, musste jedoch dreimal verschoben werden, bis er schließlich am 21. Mai erfolgen konnte. Astra 3B wurde mit vier Zündungen seines Apogäumsmotors in die geostationäre Umlaufbahn gebracht. Hier soll der Satellit bis 2025 stationiert bleiben.